# 野田真理愛
野田 真理愛（のだ まりあ、1月3日 - ）は、日本の女性声優、歌手、モーションアクター。ハイブシックス所属。愛知県出身。

## 人物
しろくまが大好きで、グッズを友人からプレゼントされたり本人も購入し集めている。
好きな食べ物はチョコレート。
弟が1人いる。
MBTIはENTJ(指揮官)である。

## 出演
太字はメインキャラクター。

### テレビアニメ
- ハッピージョージ（2015年、上戸エンピツ）
- マブラヴ オルタネイティヴ（2021年 - 2022年[4]、柏木晴子[5][6]） - 2シリーズ[一覧 1]
- 魔王様、リトライ!R（2024年、タツ[7]）
- グリザイア:ファントムトリガー（2025年、ニーナ[6]）

### 劇場アニメ
- 劇場版 ダヤンとジタン（2019年、リーマちゃん）
- パウ・パトロール ザ・ムービー（2021年、女性研究員1、女性用10、女性乗客2）

### Webアニメ
- はかい猫シバ（2014年、お母さん、次女）
- ちょびっとづかん（2016年、ジャスマル・ジャスマロ）
- トラとミケあにめーしょん（2021年、田中美保）
- ようこそディストピアへ（2024年、レミントン）

### ゲーム
2015年
- 爽快麻雀！イーシャンテン（東山風香）
- しんぐんデストロ〜イ!（マキ･ソールナイト）

2017年
- トリックスター～召喚士になりたい（ピア）
- バルディリア戦記（ユイ、イズミ）
- デスティニーチャイルド（ヒュプノス）

2018年
- 陰陽おとぎソール（エキドナ、混沌）
- ロボットガールズZ ONLINE（フローラ将軍）
- TERA（指揮官、責任者）
- ホップステップジャンパーズ（フィアット）

2019年
- 黒騎士と白の魔王（ラケシス）

2020年
- グリザイア ファントムトリガー（ニーナ）
- ATRI -My Dear Moments-（ココロ）
- グリザイア クロノスリベリオン（戸狩夏希）

2021年
- タイムディフェンダーズ（アキラ）
- 野生少女（メル、ニッキ、デルフィン）
- Project MIKHAIL（柏木晴子）

2022年
- ドールズフロントライン（TS12、WKp）
- ミコノート（オオトヒワケ）

2023年
- マブラヴ：ディメンションズ（2023年 - 2024年、柏木晴子）
- GINKA（アナウンサー、防災放送）

2024年
- 少女☆歌劇 レヴュースタァライト 舞台奏像劇 遙かなるエルドラド（B組担任、アナウンス、ネグレッティ）
- ドールズフロントライン2：エクシリウム（リッタラ）

2025年
- ブラウザ三国志 天（水鏡娘）
- 君に花束を贈ろう-Kinsenka-（先生）

### メディアミックスプロジェクト
- とりあえずカルビちゃん（2025年 - 、みかわちゃん[10])

### 吹き替え
- パウ・パトロール ザ・ムービー（2023年）[11]

### Web配信番組
- マブラヴ公式チャンネル 実況配信（2020年 - 2023年、YouTube）

### 舞台・朗読劇
- 二人芝居『ふたりよがり』「無色透明ビニール」（2022年12月9～11日、母親）
- 朗読パンダ　第8回公演『2 tales × 4 feelings』「3D VSR 黒蜥蜴」チームW（2023年3月31日～4月2日、岩瀬早苗、桜山葉子）
- となりのパンダs旗上げ公演「クリスマスの朝が来る前に～Seaside＆Forest～ vol.2」Seaside（2023年12月7日～12月10日、ルイーズ）
- 朗読パンダ第9回公演「完全新版VSR 牡丹灯籠～全段通し」チームW（2024年8月10日～8月12日、お国）
- パラシトスシンドローム-双義惺惺-（2024年11月20日～11月21日、上夷 摩弥）[12]
- SANZ 0（2025年5月1日～5月6日、リエル）[13]

## ディスコグラフィ
| 発売日     | 曲名                    | 商品名                                   | 備考                                                             |
| ---------- | ----------------------- | ---------------------------------------- | ---------------------------------------------------------------- |
| 2018/07/27 | 青春キミライフ!         | PRESTAR THE BEST vol.1                   | 『姫様LOVEライフ！-もーっと！イチャイチャ☆ぱらだいす！』EDテーマ |
| 2021/04/30 | 繋いだ手                | Argonauts Vocal Album vol.1              | 『聖の少女 －美娼女学園3－』主題歌                               |
| 2021/07/21 | 月光                    | 『消えた世界と月と少女』ボーカルアルバム | 中国語版EDテーマ                                                 |
| 2022/06/30 | いつかの花束            | LINK CREATER PROJECT OMNIBUS Vol.1       |                                                                  |
| 2022/06/30 | オスイチ!!夢物語        | LINK CREATER PROJECT OMNIBUS Vol.1       |                                                                  |
| 2022/06/30 | 追憶の彼方              | covers re→creation!                      |                                                                  |
| 2022/10/30 | 黎明〜dawn〜            | 黎明〜dawn〜                             | 初のシングル曲                                                   |
| 2023/02/21 | Flashlight              | Flashlight                               | PCゲーム『Sunrider 4: The Captain's Return』ED主題歌             |
| 2024/10/27 | 最きゅんzooっと受信中♪  | 最きゅんzooっと受信中♪                   |                                                                  |
| 2025/02/27 | 承認欲求☆あんのんがーる | （デジタル配信）                         | 東方LostWord feat.野田真理愛 × 少女理論観測所                    |

## プロモーション
2024年
- 【#リミックス #推しの子 】OP主題歌GEMN「 #ファタール 」を踊ってYouTube ショートを投稿しよう🖤 #LoveFatal #GEMN #PR #YouTubeショート #野田真理愛 （7月26日）[15]
- みんなも『Giri Giri』を踊って YouTube ショートを投稿しよう✌️ #ギリハピチャレンジ #GIRIGIRI #KOMOREBI #PR #YouTubeショート #ギリハッピー （8月1日）[16]
- #チューインディスコ みんなも踊って投稿しよう！#花譜 x #ツミキ #チューインディスコ #PR #野田真理愛（9月4日）[17]
- Boom/Team ahamo 踊ってみた！#PR #ギガプロ #Boom #野田真理愛 #YouTubeショート （10月18日）[18]
- 『Pokémon Trading Card Game Poket』が配信開始！⚡️ #YouTubeショート に投稿しよう！#ポケポケ開封チャレンジ #PR #野田真理愛 （10月31日）[19]
- Ado×くら寿司🍣「きっとコースター」踊ってみた！ #くら寿司 #Ado #Ado_くら寿司 #踊ってみた #sushi #ad（11月1日）[20]
- 【DMMオンクレで遊ぼう】最速で園長のグッズをGETするぞ～！！！！【クレーンゲーム】（12月6日）[21]
- TWICE「Strategy」に合わせて、ダンス動画を YouTube ショートに投稿しよう！ #Strategy #PR #YouTubeショート（12月14日）[22]

2025年
- メメメのメ！！✖️✖️ #PR #天籠りのん #メメメのメ （2月7日）[23]

## 資格
- 運転免許[25]

## 受賞歴
- 2024年4月23日、YouTube Creator Awards 銀の盾（Silver Creator Award）[26]

### シリーズ一覧
1. ↑  第1期（2021年）、第2期（2022年）